# 丹麥的索菲亞·瑪格達列娜
索菲亞·瑪格達列娜（英語：Sophia Magdalena，1746年7月3日—1813年8月21日）是瑞典王后和丹麦公主。她也是瑞典国王古斯塔夫三世的妻子。
她是丹麦国王弗雷德里克五世和英国公主路易絲的女兒。1751年，只有五岁的她和古斯塔夫三世訂婚，并开始接受成为未来瑞典王后的教育。
1766年，索菲亞·瑪格達列娜和古斯塔夫结婚。她丈夫的母亲普魯士的路易絲·烏爾莉卡十分不喜欢这个媳婦并多次骚扰她。